# Émile Raybois
Émile Raybois (né le 19 septembre 1952 à Bruay-la-Buissière) est un athlète français, d'origine polonaise par sa mère, spécialiste du 110 m haies.

## Biographie
Il remporte deux titres lors des critériums nationaux jeunes en catégorie  junior  : deux sur 110 m haies en 1970 et 1971.
Il remporte cinq titres de champion de France Elite : deux sur 110 m haies en 1978 et 1979, et trois en salle sur 60 m haies, en 1977, 1979 et 1980.
Il remporte également accessits lors des championnats de France .
Son record personnel sur 110 m haies, établi en 1975, est de 13 s 98 ; Émile Raybois est alors le deuxième performeur de la distance sur l'année 1975 derrière Guy Drut, recordman du monde en 13 s.
Le hurdler pas-de-calaisien prend la quatrième place de la finale du 60 m haies des championnats d'Europe en salle de 1977 dans un chrono de 7 s 87 (2).  

### Palmarès
- Championnats de France d'athlétisme :
  - vainqueur du 110 m haies en 1978 et 1979.
- Championnats de France d'athlétisme en salle :
  - vainqueur du 60 m haies en 1977, 1979 et 1980.

## Clubs Successifs
SO Bruay (1968-1980) - stade français (1980) - SO Bruay (1982-??) - Artois Athlétisme (2004-2021)

### Records
| Épreuve     | Catégorie | Performance | Lieu               | Date       |
| ----------- | --------- | ----------- | ------------------ | ---------- |
| 110 m haies | senior    | 13 s 98     | Dieppe             | 1975       |
| 250m H 0.91 | Cad       | 34"2        | Arras              | 1968-10-13 |
| 90m H 0.91  | Cad       | 11"8        | Colombes           | 1969-07-06 |
| Perche      | Cad       | 3.60 m      | Colombes           | 1969-06-22 |
| Octathlon   | Cad       | 5 360 pts   | Colombes           | 1969-06-22 |
| Triple saut | Jun       | 14.52 m     | Savigny S/Orge     | 1970-10-04 |
| Disque 2.00 | Jun       | 39.86 m     | Oignies            | 1970-09-20 |
| Longueur    | Jun       | 7.14 m      | Tourcoing          | 1971-06-21 |
| 100m        | Sen       | 10"6        | Sallaumines        | 1972-05-18 |
| 200m H 0.91 | Sen       | 25"1        | Bruay-En-Artois    | 1973-05-10 |
| Decathlon   | Sen       | 7 265 pts   | Camaiore           | 1974-06-09 |
| Hauteur     | Sen       | 2m11        | Cormeilles-Parisis | 1975-05-15 |

### Championnats de France
| Type  | Epreuve          | place | Club           | Performance | Infos                                                                                    | Lieu       | Date                      |
| ----- | ---------------- | ----- | -------------- | ----------- | ---------------------------------------------------------------------------------------- | ---------- | ------------------------- |
| CM    | 90m haies        | 5     | SO Bruay       | 11''8       |                                                                                          | 05/07/1969 | Colombes (Piste)          |
| CM    | Octathlon        | 2     | SO Bruay       | 5 360 pts   | 11''4 - 6 m 25 - 12 m 55 - 1 m 76 /// 12''3 - 39 m 42 - 3 m 60 - 41 m 96                 | 21/06/1969 | Colombes (Piste)          |
| JM    | 110m haies       | 1     | SO Bruay       | 14''5       |                                                                                          | 04/07/1970 | Colombes (Piste)          |
| Elite | 110m haies       | nc    | SO Bruay       | Abandon     |                                                                                          | 17/07/1970 | Colombes (Piste)          |
| JM    | 110m haies       | 1     | SO Bruay       | 14''1       |                                                                                          | 03/07/1971 | Colombes (Piste)          |
| Elite | 110m haies       | 4     | SO Bruay       | 14''1       |                                                                                          | 23/07/1971 | Colombes (Piste)          |
| Elite | 50m haies        | 3     | SO Bruay       | 6''8        |                                                                                          | 12/02/1972 | Grenoble (Salle)          |
| Elite | Decathlon        | 5     | SO Bruay       | 7 180 pts   | 10''7 - 6 m 44 - 12 m 49 - 2 m 04 - 51''1 / 14''3 - 37 m 74 - 4 m 20 - 41 m 76 - 5'05''9 | 13/07/1974 | Colombes (Piste)          |
| Elite | 110m haies Elite | 3     | SO Bruay       | 14''2       |                                                                                          | 26/07/1974 | Nice (Piste)              |
| Elite | 110m haies Elite | 2     | SO Bruay       | 14''07      |                                                                                          | 27/06/1975 | Saint Etienne (Piste)     |
| Elite | 60m haies        | 1     | SO Bruay       | 7''95       |                                                                                          | 19/02/1977 | Orléans (Salle)           |
| Elite | 110m haies Elite | 2     | SO Bruay       | 14''06      |                                                                                          | 22/07/1977 | Nevers (Piste)            |
| Elite | 110m haies       | 1     | SO Bruay       | 14''21      |                                                                                          | 21/07/1978 | Paris (Piste)             |
| Elite | 60m haies        | 1     | SO Bruay       | 8''05       |                                                                                          | 03/02/1979 | Paris INSEP (Salle)       |
| Elite | 110m haies       | 1     | SO Bruay       | 14''04      |                                                                                          | 10/08/1979 | Orléans (Piste)           |
| Elite | 60m haies        | 1     | SO Bruay       | 7''8        |                                                                                          | 09/02/1980 | Paris INSEP (Salle)       |
| Elite | 110m haies       | 2     | Stade Français | 14''16      |                                                                                          | 27/06/1980 | Villeneuve d'Ascq (Piste) |